# Papyrus Giessen 40

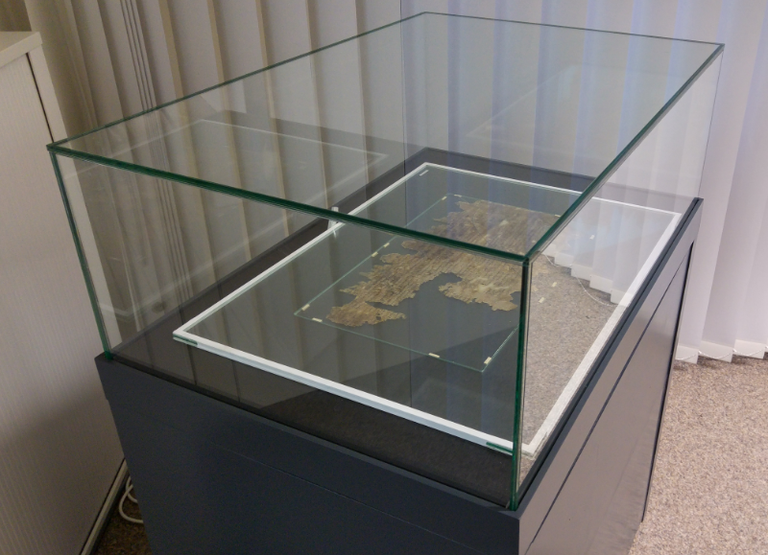
Le papyrus Giessen 40 sous vitrine climatisée.

Papyrus Giessen 40 est un reste de papyrus comportant vraisemblablement un texte tronqué de l'Édit de Caracalla.
Il est conservé  à l'Universitätsbibliothek de Giessen au nord de Francfort-sur-le-Main  en Allemagne. Il fut édité pour la première fois en 1910 par Paul Meyer.
Ce papyrus comporte deux colonnes et recense en langue grecque trois décisions impériales de Caracalla, datant de 212 à 215 dont la loi dite « Constitution antonine », dont il ne reste qu’un fragment.
Le papyrus a subi des dégradations pendant la Seconde Guerre mondiale.
Le texte énoncerait une mesure prise probablement en 212 : « Je donne la citoyenneté romaine à tous les pérégrins du monde habité, toutes les formes d’organisation municipale étant maintenues, exception faite pour les déditices ». Néanmoins il manque l'écriture d'une réserve que formulait l'empereur.
L'interprétation du papyrus Giessen 40 et sa contribution à la connaissance de la Constitution Antonine ont fait l'objet de nombreuses controverses, au point que selon la thèse de Hermut Wolff, ce document pourrait même ne pas contenir le texte de l'édit de Caracalla mais un édit subséquent.